# Brandschutzerziehung
Brandschutzerziehung und Brandschutzaufklärung sind Formen brandschutzpädagogischer Vermittlungsarbeit, die sich an verschiedene Altersstufen richten.

Spielerisch sollen vor allem Kinder mit den Gefahren des Feuers vertraut gemacht werden.

Historisch hat sich die terminologische Unterscheidung in Brandschutzerziehung und Brandschutzaufklärung eingebürgert. Die dadurch suggerierte Bedeutungsdifferenzierung ist allerdings eigentlich überflüssig, insofern es sich in jedem Fall um didaktisch aufbereitete pädagogische Vermittlungsarbeit handelt.

## Allgemeines

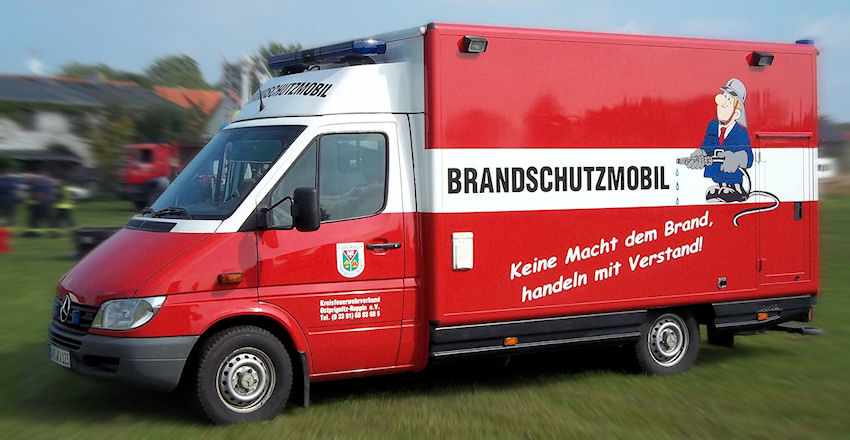
Brandschutzmobil des Kreisfeuerwehrverbandes Ostprignitz-Ruppin

Brandschutzerziehung und -aufklärung sind integrale Bestandteile einer als System angelegten Notfallkompetenz. Diese wächst vom Kindergarten bis zum Erwachsenenalter über mehrere Stufen auf. Die auf diesen Stufen erworbenen Kompetenzen umfassen Fähigkeiten zur Prävention und Reaktion bei Unfällen, Schadensfeuern, Naturkatastrophen und weiteren Bedrohungslagen. Alle Behörden und Organisationen mit Sicherheitsaufgaben (BOS) sind am Erwerb und Aufbau dieser integrierten Notfallkompetenz beteiligt.
Brandschutzerziehung und -aufklärung dienen dem Schutz und der Förderung von Menschen
- jeder Altersstufe
- jeder Herkunft und
- jeden Bildungsgrades,

insofern diesen Kompetenzen vermittelt werden, mit denen sie im Rahmen ihrer jeweiligen körperlichen, sprachlichen und geistigen Möglichkeiten Maßnahmen zur Verhütung von Schadensfeuern und anderen Notfallsituationen, zum richtigen Verhalten im Schadensfall sowie zur Bekämpfung des Schadensfeuers bzw. zur Hilfeleistung treffen können.
Im weiteren Sinne vermitteln Brandschutzerziehung und -aufklärung auch Fähigkeiten zur Reaktion in allen anderen Schadensfällen, die das Absetzen eines Notrufs und die Inanspruchnahme z. B. von technischen Hilfeleistungen erfordern.
Die geläufige Altersgruppentrennung kann sinnvollerweise beibehalten werden, sofern sie einheitlich gehandhabt wird. In einigen Landesgesetzen ist etwa die Brandschutzerziehung als Aufgabe in den Bildungsplänen der Grundschule bzw. der Sekundarstufe 1 definiert.
- Erziehung: Kindertagesstätten, Kindergärten und Primarstufe (1. – 4. Klasse); Sekundarstufe 1 (5. – 9. Klasse)
- Aufklärung: Sekundarstufe 2. (Oberstufe) 10. bis 12. Klasse und Erwachsene

Brandschutzerziehung und Brandschutzaufklärung werden getreu dem Prinzip des pädagogischen Verständnisses der Erziehung geleistet, indem erprobtes und bewährtes Wissen von erfahrenen Menschen weitergegeben wird. Sie geschieht deshalb stets in Absprache mit:
- Feuerwehrführung
- Leitung der jeweiligen Einrichtung (Kita, Kindergarten, Schule, Hort, sonstigen Bildungs- oder Betreuungsinstitutionen)
- Sicherheitsbeauftragter
- ggf. Eltern bzw. Betreuern

Brandschutzerziehung findet nach der Altersklasseneinteilung in Kindereinrichtungen, Grundschulen und weiterführenden Schulen statt.
Brandschutzaufklärung wird für Vereine, öffentliche Gruppen, Elternkreise, Seniorengruppen usw. durchgeführt.
- Mitarbeiterschulungen erfolgen nach aktuellen gesetzlichen Bestimmungen in Schulen, Betrieben, Wohneinrichtungen, Geschäften, Krankenhäusern usw.
- Informationen erfolgen bei Menschen mit besonderen Bedürfnissen bzw. Anforderungen nach Bedarf.

Eine besondere Form der Brandschutzaufklärung ist die Brandschutzhelferausbildung nach den aktuellen gesetzlichen Bestimmungen.
• Eine Anfrage bei der zuständigen Feuerwehr ist immer sinnvoll.
Brandschutzerziehung und -aufklärung zeigen Erwachsenen und Kindern, wie sie potenzielle Brandursachen erkennen und Brände vermeiden. In theoretischen und praktischen Einheiten wird den Teilnehmern vermittelt, wie schnell z. B. durch Unachtsamkeit ein Feuer ausbrechen kann, wie man dieses verhindert und – wenn doch einmal etwas passiert – wie man sich richtig verhält:
- Warnung anderer
- Verlassen des Gebäudes
- Notruf 112 mit genauen Angaben zum Notfall (diese werden von der angerufenen Rettungsleitstelle abgefragt)

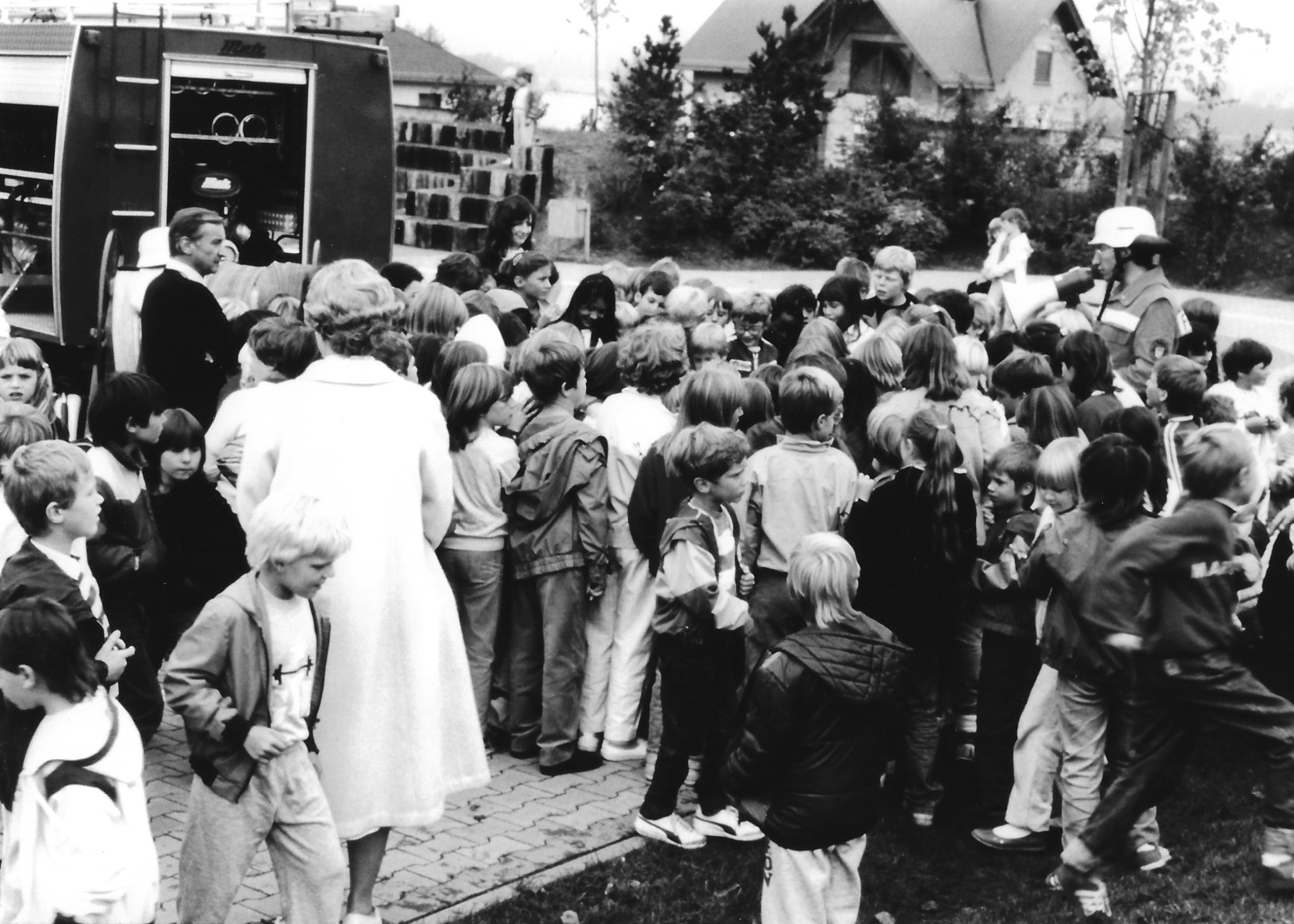
Brandschutzerziehung der Freiwilligen Feuerwehr Beselich-Obertiefenbach im Jahr 1984 an der Grundschule Beselich

Brandschutzerziehung bei Kindern findet oft im Schulunterricht oder im Kindergarten statt. Damit die Schüler an Schulen das Warnzeichen der Sirene im Ernstfall erkennen und sich richtig verhalten, wird zu Beginn eines jeden Schuljahres der Feueralarm (als falscher Alarm) ausgelöst und die Schule geräumt. Die Schüler sammeln sich an der ausgewiesenen Sammelstelle.
Besichtigungen von Feuerwehrhäusern durch Schulklassen oder Vereine sowie öffentliche Veranstaltungen, an denen die Feuerwehr oder Jugendfeuerwehr mitwirkt, gehören eigentlich nicht zur Brandschutzerziehung/-aufklärung, insofern durch sie keine Kompetenzen im vorbeugenden Brandschutz erworben werden. Sie sind aber mit BE/BA-Einheiten kombinierbar. Die mit dem Einsatz in der Feuerwehr gerade für Kinder verbundene Faszination kann ebenfalls positiv genutzt werden, insofern Vorstellung und ggf. Anprobiermöglichkeit der Ausrüstung einer Feuerwehr, ganz besonders der persönlichen Schutzausrüstung der Einsatzkräfte gerade Kindern Vertrautheit vermittelt und die Angst vor einem Notfall abbauen kann. Manche Kinder verstecken sich aus Angst vor Rauch und Flammen, aber auch vor den mit Atemschutzmaske ausgestatteten Feuerwehrleuten in Schränken und Nischen, wo sie in einem Brandfall nur schwer zu finden sind.
Brandschutzerzieher mit Gruppenführerqualifikation und Brandschutzbeauftragte können zudem Mitarbeiter von Firmen im Umgang mit Feuerlöschern und anderen am Ort vorhandenen Brandschutz- und Sicherheitseinrichtungen schulen.
Brandschutzerziehung spielt eine zunehmende Rolle im Alltag der meisten Freiwilligen Feuerwehren, da erkannt wurde, dass die Anzahl der durch Kinder entfachten Brände durch die Ausweitung der Brandschutzerziehung zurückzugehen scheint. Viele Freiwillige Feuerwehren verfügen bereits über speziell für diese Aufgabe ausgebildete Feuerwehrleute.
Bundesweit ist der Gemeinsame Ausschuss für Brandschutzerziehung und Brandschutzaufklärung des Deutschen Feuerwehrverbandes (DFV) und der Vereinigung zur Förderung des Deutschen Brandschutzes (vfdb) für das Thema zuständig; er richtet jedes Jahr Anfang November das Deutsche Brandschutzforum aus. Auch die meisten Landesverbände der Feuerwehren haben eigene Fachausschüsse eingerichtet, und es findet reger Austausch über besonders gelungene bzw. innovative Formen der brandschutzpädagogischen Vermittlungsarbeit statt. So gibt es in Nordrhein-Westfalen auch einen aktiven Arbeitskreis, der in die Landesjugendfeuerwehr eingegliedert ist und sich mit der Brandschutzerziehung mit Hilfe von Puppenbühnen befasst.

## Floriansdorf
Um die Gefahren eines Feuers besser einzuschätzen und die Angst zu überwinden, wurde im Jahr 1998 in der Stadt Iserlohn Deutschlands erstes Kinderbrandschutzzentrum „Floriansdorf“ auf dem Gelände der Berufsfeuerwehr Iserlohn gegründet. Hier wird in 16 Häusern auf etwa 5.000 m² den Kindern spielerisch vermittelt, wie sie sich im Falle eines Brandes zu verhalten haben und wie sie sich bei Verletzungen und Unfällen verhalten sollen.
Im Jahr 2005 eröffnete das Floriansdorf Aachen. Am 3. Oktober 2014 wurde das Floriansdorf KiEZ Frauensee eröffnet. Ein weiteres entstand im Jahr 2020 am KiEZ „Am Filzteich“ in Schneeberg im sächsischen Erzgebirgskreis.